# Charles-François Monnin de Follenay
Charles François Monnin de Follenay, ou Monin de Folenay, né le 12 février 1734 à Besançon(Doubs), mort le 5 juin 1814 à Paris, est un général de brigade de la Révolution française.

## États de service
Il entre en service comme surnuméraire dans l'artillerie en 1749, il devient élève à l’école d’artillerie de Metz en 1752. Le 1er juin 1756, il passe capitaine dans les volontaires étrangers de Lorraine, et sert en Allemagne de 1758 à 1762. Il est fait chevalier de Saint-Louis en 1763.
De même que ses amis Claude François Joseph d'Auxiron et Claude de Jouffroy d'Abbans, il est initié à la franc-maçonnerie en mai 1768 à la loge Sincérité de Besançon, constituée quelques années plus tôt à l'initiative de Charles de Lacoré (intendant de la province de Franche-Comté).
Capitaine dans les dragons de la légion de Lorraine le 25 décembre 1768, il obtient le rang de lieutenant-colonel dans la Légion de Flandre le 12 novembre 1770. Le 8 avril 1779, il est lieutenant-colonel dans les grenadiers royaux du comté de Bourgogne. En 1772, il obtient pour quinze ans l’exclusivité de la navigation à vapeur par le ministre de Louis XV Bertin. Il est avec son compatriote, Claude François Joseph d'Auxiron (1774), et le marquis d’Abbans (1776), un des précurseurs de la navigation à vapeur, car il a consacré une partie de sa fortune à les aider dans le développement de leurs projets.
Il est promu maréchal de camp le 20 octobre 1790, et le 30 juin 1791, il est employé dans une division militaire à l'armée du Midi, puis à la 7e division militaire le 27 septembre 1791. Remplacé le 7 septembre 1792, il est définitivement rayé du tableau des officiers généraux employés le 18 novembre 1792. il est admis à la retraite le 7 avril 1796.
Il meurt le 5 juin 1814, à Paris.

## Sources
- (en) « Generals Who Served in the French Army during the Period 1789 - 1814: Eberle to Exelmans »
- Pierre Zweiacker, Mort pour la science, Lausanne, Presses polytechniques et universitaires romandes / diff. Geodif, 2007, 252 p. (ISBN 978-2-88074-752-7, lire en ligne).
- Charles Ballot, L’introduction du machinisme dans l’industrie française, O.Marquant, 1923.
- Nouveau Larousse illustré; supplément, Librairie Larousse, 1906, p. 232.
- Georges Six, Dictionnaire biographique des généraux & amiraux français de la Révolution et de l'Empire (1792-1814), Paris : Librairie G. Saffroy, 1934, 2 vol., p. 456  (ISBN 978-2901541066)